# Sakambang
Sakambang is een bestuurslaag in het regentschap Purwakarta van de provincie West-Java, Indonesië. Sakambang telt 1401 inwoners (volkstelling 2010).